# Stazioni ferroviarie del Giappone (A)
| Stazioni ferroviarie del Giappone | Stazioni ferroviarie del Giappone | Stazioni ferroviarie del Giappone | Stazioni ferroviarie del Giappone | Stazioni ferroviarie del Giappone | Stazioni ferroviarie del Giappone | Stazioni ferroviarie del Giappone | Stazioni ferroviarie del Giappone | Stazioni ferroviarie del Giappone | Stazioni ferroviarie del Giappone | Stazioni ferroviarie del Giappone | Stazioni ferroviarie del Giappone | Stazioni ferroviarie del Giappone | Stazioni ferroviarie del Giappone | Stazioni ferroviarie del Giappone | Stazioni ferroviarie del Giappone | Stazioni ferroviarie del Giappone | Stazioni ferroviarie del Giappone | Stazioni ferroviarie del Giappone | Stazioni ferroviarie del Giappone | Stazioni ferroviarie del Giappone |
| --------------------------------- | --------------------------------- | --------------------------------- | --------------------------------- | --------------------------------- | --------------------------------- | --------------------------------- | --------------------------------- | --------------------------------- | --------------------------------- | --------------------------------- | --------------------------------- | --------------------------------- | --------------------------------- | --------------------------------- | --------------------------------- | --------------------------------- | --------------------------------- | --------------------------------- | --------------------------------- | --------------------------------- |
| A                                 | B                                 | C                                 | D                                 | E                                 | F                                 | G                                 | H                                 | I                                 | J                                 | KL                                | M                                 | N                                 | OP                                | R                                 | S                                 | T                                 | U                                 | W                                 | Y                                 | Z                                 |

## Lista delle stazioni

### Ab-Ai
| Stazione di Abashiri                  | 網走駅（あばしり）                                       |
| Stazione di Abe                       | 安部駅（あべ）                                           |
| Stazione di Abekawa                   | 安倍川駅（あべかわ）                                     |
| Stazione di Abeno                     | 阿倍野駅（あべの）                                       |
| Stazione di Abeyamakōen               | 安部山公園駅（あべやまこうえん）                         |
| Stazione di Abiki                     | 網引駅（あびき）                                         |
| Stazione di Abiko (Chiba)             | 我孫子駅 (千葉県)（あびこ）                              |
| Stazione di Abiko (Osaka)             | 我孫子駅 (大阪府)（あびこ）                              |
| Stazione di Abikochō                  | 我孫子町駅（あびこちょう）                               |
| Stazione di Abikomae                  | 我孫子前駅（あびこまえ）                                 |
| Stazione di Abikomichi                | 我孫子道駅（あびこみち）                                 |
| Stazione di Abira                     | 安平駅（あびら）                                         |
| Stazione di Aboshi                    | 網干駅（あぼし）                                         |
| Stazione di Abozaki                   | 阿母崎駅（あぼざき）                                     |
| Stazione di Abukuma                   | あぶくま駅                                               |
| Stazione di Aburaden                  | 油田駅（あぶらでん）                                     |
| Stazione di Aburahi                   | 油日駅（あぶらひ）                                       |
| Stazione di Aburakawa                 | 油川駅（あぶらかわ）                                     |
| Stazione di Aburatsu                  | 油津駅（あぶらつ）                                       |
| Stazione di Adachi                    | 安達駅（あだち）                                         |
| Stazione di Adachi-odai               | 足立小台駅（あだちおだい）                               |
| Stazione di Adogawa                   | 安曇川駅（あどがわ）                                     |
| Stazione di Afun                      | 阿分駅（あふん）                                         |
| Stazione di Afurijinja                | 阿夫利神社駅（あふりじんじゃ）                           |
| Stazione di Agaho                     | 英賀保駅（あがほ）                                       |
| Stazione di Agano                     | 吾野駅（あがの）                                         |
| Stazione di Agarimichi                | 上道駅 (鳥取県)（あがりみち）                            |
| Stazione di Agata                     | 県駅（あがた）                                           |
| Stazione di Agawa                     | 阿川駅（あがわ）                                         |
| Stazione di Age                       | 上ゲ駅（あげ）                                           |
| Stazione di Ageki                     | 阿下喜駅（あげき）                                       |
| Stazione di Agematsu                  | 上松駅（あげまつ）                                       |
| Stazione di Ageo                      | 上尾駅（あげお）                                         |
| Stazione di Agi                       | 阿木駅（あぎ）                                           |
| Stazione di Agui                      | 阿久比駅（あぐい）                                       |
| Stazione di Ahina                     | 安比奈駅（あひな）                                       |
| Stazione di Aibetsu                   | 愛別駅（あいべつ）                                       |
| Stazione di Aichidaigakumae           | 愛知大学前駅（あいちだいがくまえ）                       |
| Stazione di Aichikyuhaku-kinen-koen   | 愛・地球博記念公園駅（あい・ちきゅうはくきねんこうえん） |
| Stazione di Aichi-Mito                | 愛知御津駅（あいちみと）                                 |
| Stazione di Aidai Igakubu Minamiguchi | 愛大医学部南口駅（あいだいいがくぶみなみぐち）           |
| Stazione di Aiga                      | 相賀駅（あいが）                                         |
| Stazione di Aihara                    | 相原駅（あいはら）                                       |
| Stazione di Aikamachi                 | 秋鹿町駅（あいかまち）                                   |
| Stazione di Aikan-Umetsubo            | 愛環梅坪駅（あいかんうめつぼ）                           |
| Stazione di Aikawa (Akita)            | 合川駅（あいかわ）                                       |
| Stazione di Aikawa (Osaka)            | 相川駅（あいかわ）                                       |
| Stazione di Aikō-Ishida               | 愛甲石田駅（あいこういしだ）                             |
| Stazione di Aimi                      | 相見駅（あいみ）                                         |
| Stazione di Aimoto (Hyogo)            | 藍本駅（あいもと）                                       |
| Stazione di Aimoto (Toyama)           | 愛本駅（あいもと）                                       |
| Stazione di Aina                      | 藍那駅（あいな）                                         |
| Stazione di Aino (Hyōgo)              | 相野駅（あいの）                                         |
| Stazione di Aino (Nagasaki)           | 愛野駅 (長崎県)（あいの）                                |
| Stazione di Aino (Shizuoka)           | 愛野駅 (静岡県)（あいの）                                |
| Stazione di Ainoki                    | 相ノ木駅（あいのき）                                     |
| Stazione di Ainonai                   | 相内駅（あいのない）                                     |
| Stazione di Ainono                    | 相野々駅（あいのの）                                     |
| Stazione di Ainosato-kōen             | あいの里公園駅（あいのさとこうえん）                     |
| Stazione di Ainosato-Kyōikudai        | あいの里教育大駅（あいのさときょいくだい）               |
| Stazione di Ainoura                   | 相浦駅（あいのうら）                                     |
| Stazione di Aioi (Gifu)               | 相生駅 (岐阜県)（あいおい）                              |
| Stazione di Aioi (Gunma)              | 相老駅（あいおい）                                       |
| Stazione di Aioi (Hyōgo)              | 相生駅 (兵庫県)（あいおい）                              |
| Stazione di Aioiyama                  | 相生山駅（あいおいやま）                                 |
| Stazione di Aira                      | 姶良駅（あいら）                                         |
| Stazione di Airport Terminal 2        | 空港第2ビル駅（くうこうだい2ビル）                       |
| Stazione di Aizan                     | 愛山駅（あいざん）                                       |
| Stazione di Aizu-Arakai               | 会津荒海駅（あいづあらかい）                             |
| Stazione di Aizu-Bange                | 会津坂下駅（あいづばんげ）                               |
| Stazione di Aizu-Gamo                 | 会津蒲生駅（あいづがもう）                               |
| Stazione di Aizu-Hinohara             | 会津桧原駅（あいづひのはら）                             |
| Stazione di Aizu-Hongo                | 会津本郷駅（あいづほんごう）                             |
| Stazione di Aizu-Kawaguchi            | 会津川口駅（あいづかわぐち）                             |
| Stazione di Aizuki                    | 相月駅（あいづき）                                       |
| Stazione di Aizukōgen-Ozeguchi        | 会津高原尾瀬口駅（あいづこうげんおぜぐち）               |
| Stazione di Aizu-Kosugawa             | 会津越川駅（あいづこすがわ）                             |
| Stazione di Aizuma                    | 逢妻駅（あいづま）                                       |
| Stazione di Aizu-Miyashita            | 会津宮下駅（あいづみやした）                             |
| Stazione di Aizu-Mizunuma             | 会津水沼駅（あいづみずぬま）                             |
| Stazione di Aizu-Nagano               | 会津長野駅（あいづながの）                               |
| Stazione di Aizu-Nakagawa             | 会津中川駅（あいづなかがわ）                             |
| Stazione di Aizu-Nishikata            | 会津西方駅（あいづにしかた）                             |
| Stazione di Aizu-Ōshio                | 会津大塩駅（あいづおおしお）                             |
| Stazione di Aizu-Sakamoto             | 会津坂本駅（あいづさかもと）                             |
| Stazione di Aizu-Sansondōjō           | 会津山村道場駅（あいづさんそんどうじょう）               |
| Stazione di Aizu-Shimogō              | 会津下郷駅（あいづしもごう）                             |
| Stazione di Aizu-Shiozawa             | 会津塩沢駅（あいづしおざわ）                             |
| Stazione di Aizu-Tajima               | 会津田島駅（あいづたじま）                               |
| Stazione di Aizu-Takada               | 会津高田駅（あいづたかだ）                               |
| Stazione di Aizu-Toyokawa             | 会津豊川駅（あいづとよかわ）                             |
| Stazione di Aizu-Wakamatsu            | 会津若松駅（あいづわかまつ）                             |
| Stazione di Aizu-Yanaizu              | 会津柳津駅（あいづやないづ）                             |
| Stazione di Aizu-Yokota               | 会津横田駅（あいづよこた）                               |

### Aj-Am
| Stazione di Ajigasawa                 | 鰺ヶ沢駅（あじがさわ）                                 |
| Stazione di Ajigaura                  | 阿字ヶ浦駅（あじがうら）                               |
| Stazione di Ajikawaguchi              | 安治川口駅（あじかわぐち）                             |
| Stazione di Ajiki                     | 安食駅（あじき）                                       |
| Stazione di Ajima                     | 味鋺駅（あじま）                                       |
| Stazione di Ajina                     | 阿品駅（あじな）                                       |
| Stazione di Ajinahigashi              | 阿品東駅（あじなひがし）                               |
| Stazione di Ajioka                    | 味岡駅（あじおか）                                     |
| Stazione di Ajiro                     | 網代駅（あじろ）                                       |
| Stazione di Ajisaka                   | 味坂駅（あじさか）                                     |
| Stazione di Ajisu                     | 阿知須駅（あじす）                                     |
| Stazione di Ajiyoshi (Johoku Line)    | 味美駅 (東海交通事業)（あじよし）                      |
| Stazione di Ajiyoshi (Meitetsu)       | 味美駅 (名鉄)（あじよし）                              |
| Stazione di Aka                       | 赤駅（あか）                                           |
| Stazione di Akabane                   | 赤羽駅（あかばね）                                     |
| Stazione di Akabanebashi              | 赤羽橋駅（あかばねばし）                               |
| Stazione di Akabane-Iwabuchi          | 赤羽岩淵駅（あかばねいわぶち）                         |
| Stazione di Akabira                   | 赤平駅（あかびら）                                     |
| Stazione di Akaboshi                  | 赤星駅（あかぼし）                                     |
| Stazione di Akabuchi                  | 赤渕駅（あかぶち）                                     |
| Stazione di Akado-shōgakkōmae         | 赤土小学校前駅（あかどしょうがっこうまえ）             |
| Stazione di Akagawa                   | 赤川駅（あかがわ）                                     |
| Stazione di Akagi (Gunma)             | 赤城駅（あかぎ）                                       |
| Stazione di Akagi (Nagano)            | 赤木駅（あかぎ）                                       |
| Stazione di Akahori                   | 赤堀駅（あかほり）                                     |
| Stazione di Akai                      | 赤井駅（あかい）                                       |
| Stazione di Akaigawa                  | 赤井川駅（あかいがわ）                                 |
| Stazione di Akaike (Aichi)            | 赤池駅 (愛知県)（あかいけ）                            |
| Stazione di Akaike (Fukuoka)          | 赤池駅 (福岡県)（あかいけ）                            |
| Stazione di Akaike (Gifu)             | 赤池駅 (岐阜県)（あかいけ）                            |
| Stazione di Akaiwa                    | 赤岩駅（あかいわ）                                     |
| Stazione di Akaiwaguchi               | 赤岩口駅（あかいわぐち）                               |
| Stazione di Akaji                     | あかぢ駅                                               |
| Stazione di Akakura-Onsen             | 赤倉温泉駅（あかくらおんせん）                         |
| Stazione di Akama                     | 赤間駅（あかま）                                       |
| Stazione di Akameguchi                | 赤目口駅（あかめぐち）                                 |
| Stazione di Akamine                   | 赤嶺駅（あかみね）                                     |
| Stazione di Akamizu                   | 赤水駅（あかみず）                                     |
| Stazione di Akano                     | 赤野駅（あかの）                                       |
| Stazione di Akaoka                    | あかおか駅（あかおか）                                 |
| Stazione di Akasaka (Fukuoka)         | 赤坂駅 (福岡県)（あかさか）                            |
| Stazione di Akasaka (Gunma)           | 赤坂駅 (群馬県)（あかさか）                            |
| Stazione di Akasaka (Tokyo)           | 赤坂駅 (東京都)（あかさか）                            |
| Stazione di Akasaka (Yamanashi)       | 赤坂駅 (山梨県)（あかさか）                            |
| Stazione di Akasaka-mitsuke           | 赤坂見附駅（あかさかみつけ）                           |
| Stazione di Akasakata                 | 赤坂田駅（あかさかた）                                 |
| Stazione di Akasakaue                 | 赤坂上駅（あかさかうえ）                               |
| Stazione di Akasaki (Iwate)           | 赤崎駅（あかさき）                                     |
| Stazione di Akasaki (Tottori)         | 赤碕駅（あかさき）                                     |
| Stazione di Akasako                   | 赤迫駅（あかさこ）                                     |
| Stazione di Akase                     | 赤瀬駅（あかせ）                                       |
| Stazione di Akashi                    | 明石駅（あかし）                                       |
| Stazione di Akashina                  | 明科駅（あかしな）                                     |
| Stazione di Akatsuka (Ibaraki)        | 赤塚駅（あかつか）                                     |
| Stazione di Akatsuka (Shimane)        | 明塚駅（あかつか）                                     |
| Stazione di Akatsukigakuenmae         | 暁学園前駅（あかつきがくえんまえ）                     |
| Stazione di Akayu                     | 赤湯駅（あかゆ）                                       |
| Stazione di Akebonobashi              | 曙橋駅（あけぼのばし）                                 |
| Stazione di Akechi (Ena, Gifu)        | 明智駅 (岐阜県恵那市)（あけち）                        |
| Stazione di Akechi (Kani, Gifu)       | 明智駅 (岐阜県可児市)（あけち）                        |
| Stazione di Akeno                     | 明野駅（あけの）                                       |
| Stazione di Aketo                     | 明戸駅（あけと）                                       |
| Stazione di Aki                       | 安芸駅（あき）                                         |
| Stazione di Akiaga                    | 安芸阿賀駅（あきあが）                                 |
| Stazione di Akigawa                   | 秋川駅（あきがわ）                                     |
| Stazione di Akihabara                 | 秋葉原駅（あきはばら）                                 |
| Stazione di Aki-Kawajiri              | 安芸川尻駅（あきかわじり）                             |
| Stazione di Aki-Nagahama              | 安芸長浜駅（あきながはま）                             |
| Stazione di Aki-Nagatsuka             | 安芸長束駅（あきながつか）                             |
| Stazione di Aki-Nakano                | 安芸中野駅（あきなかの）                               |
| Stazione di Aki-Saizaki               | 安芸幸崎駅（あきさいざき）                             |
| Stazione di Akishima                  | 昭島駅（あきしま）                                     |
| Stazione di Akita                     | 秋田駅（あきた）                                       |
| Stazione di Akitakamotsu              | 秋田貨物駅（あきたかもつ）                             |
| Stazione di Akitakitakō               | 秋田北港駅（あきたきたこう）                           |
| Stazione di Akita-Shirakami           | あきた白神駅（あきたしらかみ）                         |
| Stazione di Akitsu (Hiroshima)        | 安芸津駅（あきつ）                                     |
| Stazione di Akitsu (Tokyo)            | 秋津駅（あきつ）                                       |
| Stazione di Akiyaguchi                | 安芸矢口駅（あきやぐち）                               |
| Stazione di Akiyama                   | 秋山駅（あきやま）                                     |
| Stazione di Akkeshi                   | 厚岸駅（あっけし）                                     |
| Stazione di Akogashima                | 安子ヶ島駅（あこがしま）                               |
| Stazione di Akogi                     | 阿漕駅（あこぎ）                                       |
| Stazione di Akui                      | 鮎喰駅（あくい）                                       |
| Stazione di Akune                     | 阿久根駅（あくね）                                     |
| Stazione di Akuragawa                 | 阿倉川駅（あくらがわ）                                 |
| Stazione di Amaariki                  | 海士有木駅（あまありき）                               |
| Stazione di Amagasaka                 | 尼ヶ坂駅（あまがさか）                                 |
| Stazione di Amagasaki Center Pool Mae | 尼崎センタープール前駅（あまがさきせんたーぷーるまえ） |
| Stazione di Amagasaki (JR West)       | 尼崎駅 (JR西日本)（あまがさき）                        |
| Stazione di Amagasaki (Hanshin)       | 尼崎駅 (阪神)（あまがさき）                            |
| Stazione di Amagase                   | 天ヶ瀬駅（あまがせ）                                   |
| Stazione di Amagatsuji                | 尼ヶ辻駅（あまがつじ）                                 |
| Stazione di Amagi                     | 甘木駅（あまぎ）                                       |
| Stazione di Amago                     | 尼子駅（あまご）                                       |
| Stazione di Amaharashi                | 雨晴駅（あまはらし）                                   |
| Stazione di Amaji                     | 甘地駅（あまじ）                                       |
| Stazione di Amami                     | 天見駅（あまみ）                                       |
| Stazione di Amanohashidate            | 天橋立駅（あまのはしだて）                             |
| Stazione di Amariko                   | 余子駅（あまりこ）                                     |
| Stazione di Amarube                   | 餘部駅（あまるべ）                                     |
| Stazione di Amarume                   | 余目駅（あまるめ）                                     |
| Stazione di Amatsu                    | 天津駅（あまつ）                                       |
| Stazione di Amaya                     | あまや駅                                               |
| Stazione di Amenomiya                 | 雨宮駅（あめのみや）                                   |
| Stazione di Amino                     | 網野駅（あみの）                                       |
| Stazione di Amori                     | 安茂里駅（あもり）                                     |

### An-Ar
| Stazione di Anabe                 | 穴部駅（あなべ）                         |
| Stazione di Anabuki               | 穴吹駅（あなぶき）                       |
| Stazione di Anagawa (Chiba)       | 穴川駅 (千葉県)（あながわ）              |
| Stazione di Anagawa (Mie)         | 穴川駅 (三重県)（あながわ）              |
| Stazione di Anamizu               | 穴水駅（あなみず）                       |
| Stazione di Anamoriinari          | 穴守稲荷駅（あなもりいなり）             |
| Stazione di Anan                  | 阿南駅（あなん）                         |
| Stazione di Ananai                | 穴内駅（あなない）                       |
| Stazione di Anayama               | 穴山駅（あなやま）                       |
| Stazione di Andō                  | 安堂駅（あんどう）                       |
| Stazione di Anebetsu              | 姉別駅（あねべつ）                       |
| Stazione di Anegasaki             | 姉ヶ崎駅（あねがさき）                   |
| Stazione di Ani matagi            | 阿仁マタギ駅（あにマタギ）               |
| Stazione di Aniai                 | 阿仁合駅（あにあい）                     |
| Stazione di Anihata               | 兄畑駅（あにはた）                       |
| Stazione di Animaeda              | 阿仁前田駅（あにまえだ）                 |
| Stazione di Anjinzuka             | 安針塚駅(あんじんづか)                   |
| Stazione di Anjō                  | 安城駅（あんじょう）                     |
| Stazione di Annaka                | 安中駅（あんなか）                       |
| Stazione di Annakaharuna          | 安中榛名駅（あんなかはるな）             |
| Stazione di Anō (Fukuoka)         | 穴生駅（あのお）                         |
| Stazione di Anō (Mie)             | 穴太駅 (三重県)（あのう）                |
| Stazione di Anō (Shiga)           | 穴太駅 (滋賀県)（あのお）                |
| Stazione di Antaroma              | 安足間駅（あんたろま）                   |
| Stazione di Anzen                 | 安善駅（あんぜん）                       |
| Stazione di Ao                    | 粟生駅（あお）                           |
| Stazione di Aoba                  | 青葉駅（あおば）                         |
| Stazione di Aobadai               | 青葉台駅（あおばだい）                   |
| Stazione di Aoba-dōri             | あおば通駅（あおばどおり）               |
| Stazione di Aobayama              | 青葉山駅（あおばやま）                   |
| Stazione di Aobe                  | 青部駅（あおべ）                         |
| Stazione di Aohara                | 青原駅（あおはら）                       |
| Stazione di Aohori                | 青堀駅（あおほり）                       |
| Stazione di Aoi                   | 青井駅（あおい）                         |
| Stazione di Aoidake               | 青井岳駅（あおいだけ）                   |
| Stazione di Aokura                | 青倉駅（あおくら）                       |
| Stazione di Aomi                  | 青海駅 (東京都)（あおみ）                |
| Stazione di Aomonoyokochō         | 青物横丁駅（あおものよこちょう）         |
| Stazione di Aomori                | 青森駅（あおもり）                       |
| Stazione di Aonogahara            | 青野ヶ原駅（あおのがはら）               |
| Stazione di Aonogō                | 青郷駅（あおのごう）                     |
| Stazione di Aonoyama              | 青野山駅（あおのやま）                   |
| Stazione di Aonuma                | 青沼駅（あおぬま）                       |
| Stazione di Aoshima               | 青島駅（あおしま）                       |
| Stazione di Aoto                  | 青砥駅（あおと）                         |
| Stazione di Aotsuka               | 青塚駅（あおつか）                       |
| Stazione di Aoya                  | 青谷駅（あおや）                         |
| Stazione di Aoyagi                | 青柳駅（あおやぎ）                       |
| Stazione di Aoyagichō             | 青柳町駅（あおやぎちょう）               |
| Stazione di Aoyama (Aichi)        | 青山駅 (愛知県)（あおやま）              |
| Stazione di Aoyama (Iwate)        | 青山駅 (岩手県)（あおやま）              |
| Stazione di Aoyama (Niigata)      | 青山駅 (新潟県)（あおやま）              |
| Stazione di Aoyamachō             | 青山町駅（あおやまちょう）               |
| Stazione di Aoyama-itchōme        | 青山一丁目駅（あおやまいっちょうめ）     |
| Stazione di Aozasa                | 青笹駅（あおざさ）                       |
| Stazione di Aōzu                  | 粟生津駅（あおうづ）                     |
| Stazione di Appikōgen             | 安比高原駅（あっぴこうげん）             |
| Stazione di Aputoichishiro        | アプトいちしろ駅（あぷといちしろ）       |
| Stazione di Aragakashinokidai     | 荒河かしの木台駅（あらがかしのきだい）   |
| Stazione di Arahama               | 荒浜駅（あらはま）                       |
| Stazione di Arahata               | 荒畑駅（あらはた）                       |
| Stazione di Arai (Hyogo)          | 荒井駅（あらい）                         |
| Stazione di Arai (Niigata)        | 新井駅 (新潟県)（あらい）                |
| Stazione di Araijuku              | 新井宿駅（あらいじゅく）                 |
| Stazione di Araimachi             | 新居町駅（あらいまち）                   |
| Stazione di Araiyakushimae        | 新井薬師前駅（あらいやくしまえ）         |
| Stazione di Arakawaitchūmae       | 荒川一中前駅（あらかわいっちゅうまえ）   |
| Stazione di Arakawakuyakushomae   | 荒川区役所前駅（あらかわくやくしょまえ） |
| Stazione di Arakawananachōme      | 荒川七丁目駅（あらかわななちょうめ）     |
| Stazione di Arakawanichōme        | 荒川二丁目駅（あらかわにちょうめ）       |
| Stazione di Arakawaoki            | 荒川沖駅（あらかわおき）                 |
| Stazione di Arakawashakomae       | 荒川車庫前駅（あらかわしゃこまえ）       |
| Stazione di Arakawayūenchimae     | 荒川遊園地前駅（あらかわゆうえんちまえ） |
| Stazione di Araki (Fukuoka)       | 荒木駅（あらき）                         |
| Stazione di Araki (Chiba)         | 新木駅 (千葉県)（あらき）                |
| Stazione di Arako                 | 荒子駅（あらこ）                         |
| Stazione di Arakogawakōen         | 荒子川公園駅（あらこがわこうえん）       |
| Stazione di Aramachi (Miyagi)     | 荒町駅 (宮城県)（あらまち）              |
| Stazione di Aramachi (Toyama)     | 荒町駅 (富山県)（あらまち）              |
| Stazione di Aramoto               | 荒本駅（あらもと）                       |
| Stazione di Arao (Gifu)           | 荒尾駅 (岐阜県)（あらお）                |
| Stazione di Arao (Kumamoto)       | 荒尾駅 (熊本県)（あらお）                |
| Stazione di Arase                 | 荒瀬駅（あらせ）                         |
| Stazione di Arashima              | 荒島駅（あらしま）                       |
| Stazione di Arashiyama (Keifuku)  | 嵐山駅 (京福電気鉄道)（あらしやま）      |
| Stazione di Arashiyama (Hankyu)   | 嵐山駅 (阪急)（あらしやま）              |
| Stazione di Aratamabashi          | 新瑞橋駅（あらたまばし）                 |
| Stazione di Aratano               | 新野駅 (徳島県)（あらたの）              |
| Stazione di Arato                 | 荒砥駅（あらと）                         |
| Stazione di Araya (Akita)         | 新屋駅 (秋田県)（あらや）                |
| Stazione di Araya (Gunma)         | 新屋駅 (群馬県)（あらや）                |
| Stazione di Arayamae              | 荒谷前駅（あらやまえ）                   |
| Stazione di Araya-Shinmachi       | 荒屋新町駅（あらやしんまち）             |
| Stazione di Ariake (Nagano)       | 有明駅 (長野県)（ありあけ）              |
| Stazione di Ariake (Tokyo)        | 有明駅 (東京都)（ありあけ）              |
| Stazione di Ariake-tennis-no-mori | 有明テニスの森駅（ありあけてにすのもり） |
| Stazione di Arihata               | 有畑駅（ありはた）                       |
| Stazione di Arii                  | 有井駅（ありい）                         |
| Stazione di Ariigawa              | 有井川駅（ありいがわ）                   |
| Stazione di Arikabe               | 有壁駅（ありかべ）                       |
| Stazione di Arimagawa             | 有間川駅（ありまがわ）                   |
| Stazione di Arimaguchi            | 有馬口駅（ありまぐち）                   |
| Stazione di Arimaonsen            | 有馬温泉駅（ありまおんせん）             |
| Stazione di Arimatsu              | 有松駅（ありまつ）                       |
| Stazione di Arimineguchi          | 有峰口駅（ありみねぐち）                 |
| Stazione di Arioka                | 有岡駅（ありおか）                       |
| Stazione di Arisa                 | 有佐駅（ありさ）                         |
| Stazione di Arisugawa             | 有栖川駅（ありすがわ）                   |
| Stazione di Arita                 | 有田駅（ありた）                         |
| Stazione di Arito                 | 有戸駅（ありと）                         |
| Stazione di Ariyoshi              | 在良駅（ありよし）                       |

### As
| Stazione di Asa                               | 厚狭駅（あさ）                                               |
| Stazione di Asabu                             | 麻生駅（あさぶ）                                             |
| Stazione di Asagaya                           | 阿佐ヶ谷駅（あさがや）                                       |
| Stazione di Asagiri (Hyōgo)                   | 朝霧駅（あさぎり）                                           |
| Stazione di Asagiri (Kumamoto)                | あさぎり駅                                                   |
| Stazione di Asagishi                          | 浅岸駅（あさぎし）                                           |
| Stazione di Asahi (Chiba)                     | 旭駅 (千葉県)（あさひ）                                      |
| Stazione di Asahi (Kochi)                     | 旭駅 (高知県)（あさひ）                                      |
| Stazione di Asahi (Mie)                       | 朝日駅（あさひ）                                             |
| Stazione di Asahi (Nagano)                    | 朝陽駅（あさひ）                                             |
| Stazione di Asahibashi                        | 旭橋駅（あさひばし）                                         |
| Stazione di Asahigaoka (Miyagi)               | 旭ヶ丘駅 (宮城県)（あさひがおか）                            |
| Stazione di Asahigaoka (Miyazaki)             | 旭ヶ丘駅 (宮崎県)（あさひがおか）                            |
| Stazione di Asahigaoka (Shimane)              | 朝日ヶ丘駅（あさひがおか）                                   |
| Stazione di Asahigaoka (Toyama)               | 旭ヶ丘駅 (富山県)（あさひがおか）                            |
| Stazione di Asahihama                         | 旭浜駅（あさひはま）                                         |
| Stazione di Asahikawa                         | 旭川駅（あさひかわ）                                         |
| Stazione di Asahikawayojō                     | 旭川四条駅（あさひかわよじょう）                             |
| Stazione di Asahimae                          | 旭前駅（あさひまえ）                                         |
| Stazione di Asahino                           | 朝日野駅（あさひの）                                         |
| Stazione di Asahiōtsuka                       | 朝日大塚駅（あさひおおつか）                                 |
| Stazione di Asaji                             | 朝地駅（あさじ）                                             |
| Stazione di Asaka (Osaka)                     | 浅香駅（あさか）                                             |
| Stazione di Asaka (Saitama)                   | 朝霞駅（あさか）                                             |
| Stazione di Asakadai                          | 朝霞台駅（あさかだい）                                       |
| Stazione di Asakanagamori                     | 安積永盛駅（あさかながもり）                                 |
| Stazione di Asakawa                           | 浅川駅（あさかわ）                                           |
| Stazione di Asakayama                         | 浅香山駅（あさかやま）                                       |
| Stazione di Asakura (Aichi)                   | 朝倉駅 (愛知県)（あさくら）                                  |
| Stazione di Asakura (JR Shikoku)              | 朝倉駅 (JR四国)（あさくら）                                  |
| Stazione di Asakura (Tosa Electric Railway)   | 朝倉駅 (土佐電気鉄道)（あさくら）                            |
| Stazione di Asakuraekimae                     | 朝倉駅前駅（あさくらえきまえ）                               |
| Stazione di Asakuragaidō                      | 朝倉街道駅（あさくらがいどう）                               |
| Stazione di Asakusa (Tokyo Metro, Toei, Tobu) | 浅草駅（あさくさ）                                           |
| Stazione di Asakusa (Tsukuba Express)         | 浅草駅（あさくさ）                                           |
| Stazione di Asakusabashi                      | 浅草橋駅（あさくさばし）                                     |
| Stazione di Asama                             | 朝熊駅（あさま）                                             |
| Stazione di Asamushi-Onsen                    | 浅虫温泉駅（あさむしおんせん）                               |
| Stazione di Asanai                            | 浅内駅（あさない）                                           |
| Stazione di Asanamachi                        | 朝菜町駅（あさなまち）                                       |
| Stazione di Asanami                           | 浅海駅（あさなみ）                                           |
| Stazione di Asano                             | 浅野駅（あさの）                                             |
| Stazione di Asari (Hokkaido)                  | 朝里駅（あさり）                                             |
| Stazione di Asari (Shimane)                   | 浅利駅（あさり）                                             |
| Stazione di Asashiobashi                      | 朝潮橋駅（あさしおばし）                                     |
| Stazione di Asato                             | 安里駅（あさと）                                             |
| Stazione di Aseri                             | 安栖里駅（あせり）                                           |
| Stazione di Ashibetsu                         | 芦別駅（あしべつ）                                           |
| Stazione di Ashidachi                         | 足立駅（あしだち）                                           |
| Stazione di Ashidaki                          | 足滝駅（あしだき）                                           |
| Stazione di Ashigakubo                        | 芦ヶ久保駅（あしがくぼ）                                     |
| Stazione di Ashigara (Kanagawa)               | 足柄駅 (神奈川県)（あしがら）                                |
| Stazione di Ashigara (Shizuoka)               | 足柄駅 (静岡県)（あしがら）                                  |
| Stazione di Ashigase                          | 足ヶ瀬駅（あしがせ）                                         |
| Stazione di Ashigawa                          | 芦川駅 (山梨県)（あしがわ）                                  |
| Stazione di Ashihara                          | 芦原駅（あしはら）                                           |
| Stazione di Ashiharabashi                     | 芦原橋駅（あしはらばし）                                     |
| Stazione di Ashiharachō                       | 芦原町駅（あしはらちょう）                                   |
| Stazione di Ashikaga                          | 足利駅（あしかが）                                           |
| Stazione di Ashikagashi                       | 足利市駅（あしかがし）                                       |
| Stazione di Ashikajima                        | 海鹿島駅（あしかじま）                                       |
| Stazione di Ashimori                          | 足守駅（あしもり）                                           |
| Stazione di Ashino-Kōen                       | 芦野公園駅（あしのこうえん）                                 |
| Stazione di Ashinomakionsen                   | 芦ノ牧温泉駅（あしのまきおんせん）                           |
| Stazione di Ashinomakionsenminami             | 芦ノ牧温泉南駅（あしのまきおんせんみなみ）                   |
| Stazione di Ashio                             | 足尾駅（あしお）                                             |
| Stazione di Ashisawa                          | 芦沢駅（あしさわ）                                           |
| Stazione di Ashiya (JR West)                  | 芦屋駅 (JR西日本)（あしや）                                  |
| Stazione di Ashiya (Hanshin)                  | 芦屋駅 (阪神)（あしや）                                      |
| Stazione di Ashiyagawa                        | 芦屋川駅（あしやがわ）                                       |
| Stazione di Aso (Kumamoto)                    | 阿蘇駅（あそ）                                               |
| Stazione di Aso (Mie)                         | 阿曽駅（あそ）                                               |
| Stazione di Aso-Shimodajō-Fureai-Onsen        | 阿蘇下田城ふれあい温泉駅（あそしもだじょうふれあいおんせん） |
| Stazione di Aso-Shirakawa                     | 阿蘇白川駅（あそしらかわ）                                   |
| Stazione di Asō                               | 吾桑駅（あそう）                                             |
| Stazione di Asōzu                             | 浅水駅（あそうず）                                           |
| Stazione di Asso (Giappone)                   | 朝来駅（あっそ）                                             |
| Stazione di Asuka                             | 飛鳥駅（あすか）                                             |
| Stazione di Asukayama                         | 飛鳥山駅（あすかやま）                                       |
| Stazione di Asumomae                          | アスモ前駅（あすもまえ）                                     |
| Stazione di Asuwa                             | 足羽駅（あすわ）                                             |

### At-Az
| Stazione di Atago (Chiba)    | 愛宕駅 (千葉県)（あたご）            |
| Stazione di Atago (Miyagi)   | 愛宕駅 (宮城県)（あたご）            |
| Stazione di Atagobashi       | 愛宕橋駅（あたごばし）               |
| Stazione di Atami            | 熱海駅（あたみ）                     |
| Stazione di Atashika         | 新鹿駅（あたしか）                   |
| Stazione di Atawa            | 阿田和駅（あたわ）                   |
| Stazione di Aterazawa        | 左沢駅（あてらざわ）                 |
| Stazione di Ato              | 安登駅（あと）                       |
| Atomic Bomb Dome             | 原爆ドーム前駅（げんばくどーむまえ） |
| Stazione di Atsu             | 厚保駅（あつ）                       |
| Stazione di Atsubetsu        | 厚別駅（あつべつ）                   |
| Stazione di Atsuga           | 厚賀駅（あつが）                     |
| Stazione di Atsugi           | 厚木駅（あつぎ）                     |
| Stazione di Atsumi Onsen     | あつみ温泉駅（あつみおんせん）       |
| Stazione di Atsunai          | 厚内駅（あつない）                   |
| Stazione di Atsunakatonya    | 厚中問屋駅（あつなかとんや）         |
| Stazione di Atsuta           | 熱田駅（あつた）                     |
| Stazione di Attoko           | 厚床駅（あっとこ）                   |
| Stazione di Awa              | 安和駅（あわ）                       |
| Stazione di Awa-Akaishi      | 阿波赤石駅（あわあかいし）           |
| Stazione di Awa-Amatsu       | 安房天津駅（あわあまつ）             |
| Stazione di Awa-Fukui        | 阿波福井駅（あわふくい）             |
| Stazione di Awa-Handa        | 阿波半田駅（あわはんだ）             |
| Stazione di Awai             | 粟井駅（あわい）                     |
| Stazione di Awa-Ikeda        | 阿波池田駅（あわいけだ）             |
| Stazione di Awaji            | 淡路駅（あわじ）                     |
| Stazione di Awajichō         | 淡路町駅（あわじちょう）             |
| Stazione di Awa-Kainan       | 阿波海南駅（あわかいなん）           |
| Stazione di Awa-Kamo         | 阿波加茂駅（あわかも）               |
| Stazione di Awa-Kamogawa     | 安房鴨川駅（あわかもがわ）           |
| Stazione di Awa-Katsuyama    | 安房勝山駅（あわかつやま）           |
| Stazione di Awa-Kawabata     | 阿波川端駅（あわかわばた）           |
| Stazione di Awa-Kawaguchi    | 阿波川口駅（あわかわぐち）           |
| Stazione di Awa-Kawashima    | 阿波川島駅（あわかわしま）           |
| Stazione di Awa-Kominato     | 安房小湊駅（あわこみなと）           |
| Stazione di Awakuraonsen     | あわくら温泉駅（あわくらおんせん）   |
| Stazione di Awa-Nakashima    | 阿波中島駅（あわなかしま）           |
| Stazione di Awano            | 粟野駅（あわの）                     |
| Stazione di Awa-Ōmiya        | 阿波大宮駅（あわおおみや）           |
| Stazione di Awa-Ōtani        | 阿波大谷駅（あわおおたに）           |
| Stazione di Awaraonsen       | 芦原温泉駅（あわらおんせん）         |
| Stazione di Awara-Yunomachi  | あわら湯のまち駅（あわらゆのまち）   |
| Stazione di Awa-Tachibana    | 阿波橘駅（あわたちばな）             |
| Stazione di Awa-Tomida       | 阿波富田駅（あわとみだ）             |
| Stazione di Awaya            | 粟屋駅（あわや）                     |
| Stazione di Awa-Yamakawa     | 阿波山川駅（あわやまかわ）           |
| Stazione di Awaza            | 阿波座駅（あわざ）                   |
| Stazione di Awazu (Ishikawa) | 粟津駅 (石川県)（あわづ）            |
| Stazione di Awazu (Shiga)    | 粟津駅 (滋賀県)（あわづ）            |
| Stazione di Ayabe            | 綾部駅（あやべ）                     |
| Stazione di Ayameike         | 菖蒲池駅（あやめいけ）               |
| Stazione di Ayame Kōen       | あやめ公園駅（あやめこうえん）       |
| Stazione di Ayanochō         | 綾ノ町駅（あやのちょう）             |
| Stazione di Ayaori           | 綾織駅（あやおり）                   |
| Stazione di Ayaragi          | 綾羅木駅（あやらぎ）                 |
| Stazione di Ayase            | 綾瀬駅（あやせ）                     |
| Stazione di Ayashi           | 愛子駅（あやし）                     |
| Stazione di Ayukai           | 鮎貝駅（あゆかい）                   |
| Stazione di Ayukawa          | 鮎川駅 (秋田県)（あゆかわ）          |
| Stazione di Azabujūban       | 麻布十番駅（あざぶじゅうばん）       |
| Stazione di Azami            | 阿左美駅（あざみ）                   |
| Stazione di Azamino          | あざみ野駅（あざみの）               |
| Stazione di Azamui           | 浅海井駅（あざむい）                 |
| Stazione di Azōno            | 薊野駅（あぞうの）                   |
| Stazione di Azuchi           | 安土駅（あづち）                     |
| Stazione di Azuma            | 吾妻駅（あづま）                     |
| Stazione di Azumada          | 東田駅（あずまだ）                   |
| Stazione di Azumada-Sakaue   | 東田坂上駅（あずまださかうえ）       |
| Stazione di Azumi-Kutsukake  | 安曇沓掛駅（あずみくつかけ）         |
| Stazione di Azumi-Oiwake     | 安曇追分駅（あずみおいわけ）         |
| Stazione di Azusabashi       | 梓橋駅（あずさばし）                 |